# Bolognano
Bolognano ist eine italienische Gemeinde mit 1004 Einwohnern und liegt in der Nähe von Torre de’ Passeri und San Valentino in Abruzzo Citeriore in der Provinz Pescara.

## Geografie
Die Gemeinde erstreckt sich über ca. 16,7 km². Ein Teil des Territoriums der Gemeinde liegt innerhalb der Grenzen des Nationalparks Majella.
Zu den Ortsteilen (Fraktionen) zählen Fara, Madonna del Monte, Musellaro und Piano d’Orta.
Die Nachbargemeinden sind: Caramanico Terme, Castiglione a Casauria, Salle, San Valentino in Abruzzo Citeriore, Scafa, Tocco da Casauria und Torre de’ Passeri.

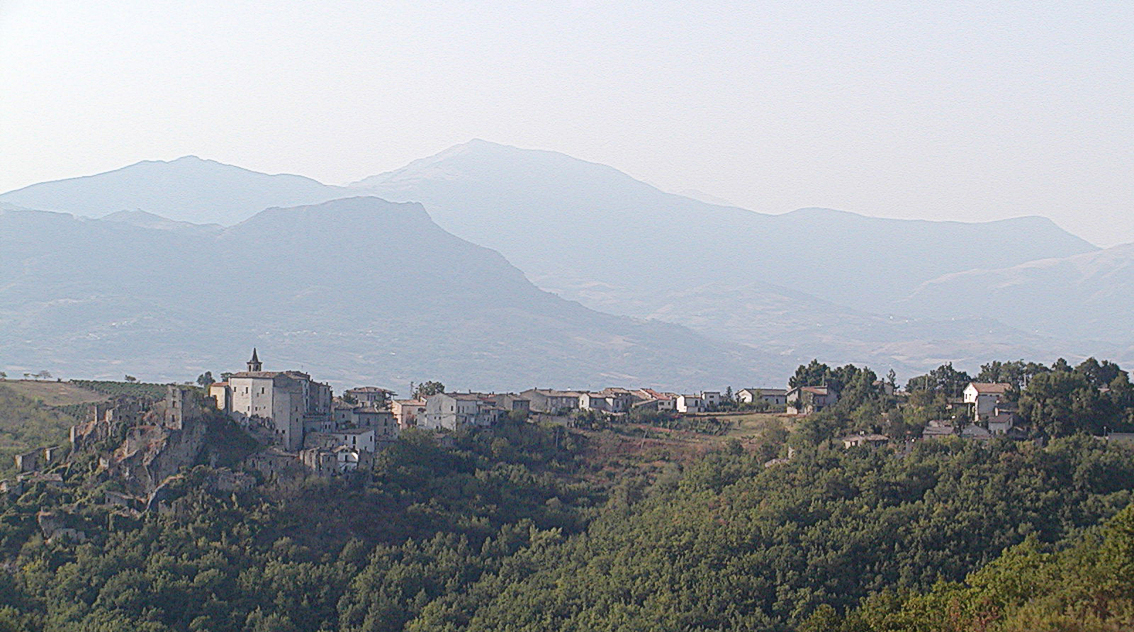
Panorama von Bolognano

Panorama von Musellaro (eine Fraktion der Gemeinde)

## Weinbau
In der Gemeinde werden Reben der Sorte Montepulciano für den DOC-Wein Montepulciano d’Abruzzo angebaut.

## Persönlichkeiten
- Antonio Iannucci (1914–2008), Erzbischof von Pescara-Penne